# Новосядлий Богдан Степанович
Новосядлий Богдан Степанович (нар. 16 березня 1957, Біла, Чортківський район) — український астроном, астрофізик, космолог. З 2002 року — директор Астрономічної обсерваторії Львівського національного університету ім. І. Франка. Доктор фізико-математичних наук, професор. Викладач фізичного факультету Львівського університету. З 2021 року — член-кореспондент НАН України.

## Біографія
Богдан Новосядлий народився 16 березня 1957 року в с. Біла Чортківського району Тернопільської області. У 1979 році закінчив фізичний факультет Львівського державного університету імені Івана Франка. Від 1979 до 1981 працював інженером у Фізико-механічному інституті ім. Г. Карпенка НАНУ. У ці ж роки долучається до астрофізичних семінарів, що відбувалися в Інституті прикладних проблем механіки і математики АН УРСР. Від 1981 року починає працювати молодшим науковим співробітником в Астрономічній обсерваторії Університету.
Протягом 1987—1991 років заочно навчався в аспірантурі Астрокосмічного центру Фізичного інституту ім. П. Н. Лебедєва АН СРСР в Москві під керівництвом доктора фіз.-мат. наук В. Лукаша (Інститут космічних досліджень АН СРСР). У 1991 році захистив кандидатську дисертацію на тему «Моделювання великомасштабних потоків матерії у Всесвіті та спектри первинних збурень густини», здобувши ступінь кандидата фізико-математичних наук. У дисертації Б. Новосядлий докладно вивчив Великий Атрактор — нововідкрите на ту пору гігантське скупчення галактик, запропонував теоретичну модель його спостережних характеристик (відтворення профілю пекулярних швидкостей, газодинамічні явища з висвічуванням у ділянці центру скупчення, імовірність флуктуації, що привела до утворення скупчення в первинному полі збурень та інші аспекти).
Від 1991 року Богдан Новосядлий продовжує працювати вже старшим науковим співробітником в Астрономічній обсерваторії Львівського державного університету імені Івана Франка, а в 2002 стає її директором. Богдан Степанович також доклав значних зусиль до відновлення кафедри астрофізики на фізичному факультеті в 1997 році. Завдяки йому у структурі Обсерваторії в 2003 році з'явився відділ релятивістської астрофізики та космології, який він очолив. Основними напрямами дослідження відділу стали: процеси формування галактик, квазарів, скупчень галактик, порожнин та великомасштабної структури Всесвіту, теоретичні моделі темної енергії та інші.
У 2007 році Б. Новосядлий захистив докторську дисертацію на тему «Великомасштабна структура та параметри космологічної моделі спостережуваного Всесвіту», у якій він виклав теорію формування великомасштабної структури Всесвіту в моделі Лямбда-CDM з первинного спектра збурень, що узгоджувалась зі всіма доступними на ту пору спостережними даними.

## Професійна діяльність

### Наукова діяльність
Наукові зацікавлення професора Новосядлого надзвичайно широкі: астрофізика газових туманностей, квазари, космологія, зокрема великомасштабна структура Всесвіту, визначення параметрів космологічних моделей, еволюція скупчень та порожнин у розподілі матерії у Всесвіті та інші. Після епохального відкриття наявності темної енергії в нашому Всесвіті через його прискорене розширення професор Б. Новосядлий розвиває власний, новий для Обсерваторії, напрям досліджень — вивчення космологічних моделей з динамічною темною енергією. За цей час (починаючи від 1998 року) під його керівництвом захищено 5 кандидатських дисертацій, завдяки чому формується нова львівська космологічна школа досліджень. Богдан Степанович — автор та співавтор понад 100 наукових праць, серед яких є монографії, навчальні посібники, статті у провідних наукових виданнях. Він входить до редколегій профільних наукових журналів високого рівня: «Кінематика і фізика небесних тіл», «Журнал фізичних досліджень», «Вісник Львівського університету. Серія фізична» та «Odessa Astronomical Publications»
Працюючи в Обсерваторії, Богдан Степанович налагоджує співпрацю з європейськими науковими структурами, що сприяє інтеграції української науки до світового наукового товариства. Так, він двічі відвідує Міжнародну школу передових досліджень (SISSA) в Трієсті (1992, 1996), міжнародну конференцію з космології в Римі (1996). Результатом цього стала перемога в конкурсі Швейцарського наукового фонду спільно з Рут Дюрер з Інституту теоретичної фізики Женевського університету, де Богдан Новосядлий працював у 1997 і 1998 роках по кілька місяців. Також вдалось налагодити співпрацю з Потсдамським інститутом астрофізики (Німеччина), зокрема для виконання спільної роботи з професором С. Ґотльобером над проєктом з тестування космологічних моделей із гарячою та холодною темною енергією. Обсерваторія Університету, як і сам Богдан Степанович, є активним учасником в міжнародному проекті CTA — дослідження високоенергетичних частинок за допомогою мережі черенковських телескопів.

### Освітня і просвітницька робота
Богдан Степанович — автор курсів «Структура та еволюція Всесвіту» та «Мікромакрофізика», які читає студентам фізичного факультету Університету. Ці курси, а також його підручники дають змогу студентам ознайомитися з основами космології та фізики частинок, дізнатися про сучасні проблеми та перспективні напрями в цих галузях науки.
Працюючи директором обсерваторії, професор Новосядлий завжди приділяв особливу увагу популяризації науки, вихованню майбутніх поколінь учених астрономів, донесенню результатів роботи та історії Обсерваторії до широкого загалу. Він автор численних науково-популярних статей, виступів, співкерівник міждисциплінарного семінару «Обрії науки». Богдан Степанович був серед членів оргкомітетів і членів журі численних учнівських олімпіад з астрономії як обласних, так і всеукраїнських.
Богдан Новосядлий був серед ініціаторів створення Сотні Юрія Вербицького у Львові взимку 2014 року, організовував і читав лекції у Відкритому університеті Майдану. Новосядлий обраний дійсним членом Наукового товариства імені Тараса Шевченка.

### Нагороди
У 2014 р. групу авторів, серед яких був і Богдан Степанович, нагороджено Державною премією України в галузі науки і техніки за роботу «Будова та еволюція Всесвіту на галактичних та космологічних масштабах, прихована маса і темна енергія: теоретичні моделі та спостережні результати». А в 2016 році найкращою книгою в галузі фундаментальних наук (Basic Science Book Award) міжнародна академія астронавтики назвала тритомник «Dark energy and dark matter in the Universe» (Темна енергія і темна матерія у Всесвіті), де внесок Богдана Степановича полягав в докладному викладі стану досліджень темної енергії, опису різних її моделей на момент публікації роботи.

## Вибрана бібліографія
- Durrer R., Novosyadlyj B., Apunevych S. Acoustic peaks and dips in the CMB power spectrum: observational data and cosmological constraints // Astroph. J. — 2003. — V. 583. — N 1. — P.33-48.
- Novosyadlyj B., Sergijenko O, Durrer R, Pelykh V. Do the cosmological observational data prefer phantom dark energy? // Physical Review D. — 2012. — V. 86. — id. 083008 (13 p.).
- Durrer R., Novosyadlyj B. Cosmological parameters from complementary observations of the Universe // Mon. Notic. Roy. Astron. Soc. — 2001. — V. 324. — P.560-572.
- Novosyadlyj B.S., Sergijenko O.M., Durrer R., Pelykh V.M. Constraining the dynamical dark energy parameters: Planck-2013 vs WMAP9 // Journal of Cosmology and Astroparticle Physics. — 2014. — V. 05. — 030 (16 p.).
- Novosyadlyj B. Perturbations of ionization fractions at the cosmological recombination epoch // Mon.Not.Roy.Astron.Soc. — 2006. — V.370. — P.1771-1782.
- Novosyadlyj B., Tsizh M., Kulinich Yu. Dynamics of minimally coupled dark energy in spherical halos of dark matter // Gen. Rel. Grav. — 2016. — V. 48. — id. 30 (24 p.).
- Novosyadlyj B., Shulga V., W. Hun, Kulinich Yu., Tsizh M. Halos in Dark Ages: formation and chemistry // Astrophys. J. — 2018. — V. 865. — Issue 1. — article id. 38.-38. — 9 pp.
- Tsizh M., Novosyadlyj B., Holovatch Y., Libeskind N. Large-scale structures in the ΛCDM Universe: network analysis and machine learning // Mon. Not. Roy. Astron. Soc. — 2020. — V. 495. — P.1311.
- Апуневич С. Є., Кулініч Ю. А., Новосядлий Б. С., Пелих В. П. Темна матерія та темна енергія у Всесвіті: астрофізичні підстави та теоретичні моделі // Кинем. физ. небес. тел. — 2009. — Т.25. — No 2. — С. 83-106.
- Апуневич С. Є., Логвиненко О. О., Новосядлий Б. С., Ковальчук М. М. Львівська Астрономічна обсерваторія: від початків до сучасноті // Історія Астрономічної обсерваторії Львівського національного університету імені Івана Франка / за ред. Б. С. Новосядлого. — Львів: ЛНУ імені Івана Франка, 2011. — С.11 — 54.
- Кулініч Ю. А., Новосядлий Б. С. Сферично-симетричний колапс і функція мас багатих скупчень галактик у моделях із кривиною та космологічною постійною // Журн. фіз. досл. — 2003. — T. 7. — N2. — C.234-246.
- Новосядлий Б. С. Космологічні моделі з гарячою і холодною прихованою масою // Кинем. физ. небес. тел. — 1994. — Т.10. — С.13–19.
- Новосядлий Б. Темна енергія — загадка сторіччя // Світ фізики. — 2007. -No 4. — C. 3-9.
- Новосядлий Б., Апуневич С., Кулініч Ю. Темна матерія та темна енергія у Всесвіті // Фізичний збірник НТШ. — 2011. — Т. 8. — С. 106—127.
- Новосядлий Б. С. Структура й еволюція Всесвіту. — Львів, ЛНУ імені Івана Франка. — 2019. — 159 c.
- Новосядлий Б. С. Історія часу: від кванта часу до віку Всесвіту // Обрії науки II. Історії часу / за ред. Ю. Головача, Я. Грицака та Б. Новосядлого. — Львів, УКУ. — 2020. — 176 с.